# Stazione di West Ruislip
La stazione di West Ruislip è una stazione della metropolitana di Londra situata tra Ickenham e Ruislip, nel borgo londinese di Hillingdon, nella zona nord-occidentale di Londra.

È servita dalla metropolitana di Londra e dalla treni della National Rail, su piattaforme indipendenti. È il capolinea occidentale della diramazione di West Ruislip della linea Central.

## Storia
La stazione fu aperta il 2 aprile 1906 come Ruislip & Ickenham dalla Great Western and Great Central Joint Railway (GW&GCJR). La GW&GCJR collegava Londra e le Midlands via High Wycombe e forniva un percorso alternativo a quello della Great Central Railway (GCR) attraverso Aylesbury, Harrow e Wembley, che condivideva la tratta con la Metropolitan Railway.
Prima della seconda guerra mondiale erano state progettate una serie di estensioni alla linea Central della metropolitana di Londra. Il New Works Programme del London Passenger Transport Board per il 1935-40 includeva un piano per prolungare la linea Central su un tracciato accanto ai binari della Great Western Railway (GWR) da North Acton a South Ruislip e da lì sui binari della GW&GCJR fino alla stazione di Denham. L'introduzione della green belt nel dopoguerra limitò questa estensione, che si decise di non proseguire oltre West Ruislip. Se il piano fosse stato completato, la stazione successiva in direzione ovest sarebbe stata Harefield Road. I lavori preparatori su questo tratto erano iniziati poco prima della guerra e una piccola sezione di massicciata costruita per l'estensione è visibile a ovest del cavalcavia poco oltre i respingenti della Central line, accanto ai binari della National Rail.
I nuovi binari furono costruiti dalla GWR per conto del London Passenger Transport Board e la prima sezione dell'estensione occidentale aprì il 30 giugno 1947 da North Acton fino a Greenford. In questa stessa data la stazione venne ribattezzata West Ruislip (for Ickenham). La linea Central cominciò a operare servizi da West Ruislip il 21 novembre 1948.
L'edificio della stazione fu costruito dalla British Railways per la London Underground e non fu completato fino agli anni sessanta. Il suffisso fu eliminato dal nome della stazione in quel periodo.
Il borgo di Hillingdon ha annunciato nel giugno 2011 la sua intenzione di fare pressioni sulla Transport for London per estendere il tracciato della linea Central fino a Uxbridge, collegando West Ruislip con Ickenham e proseguire da qui lungo i binari della linea Metropolitan e della linea Piccadilly già esistenti. La TfL ha espresso scetticismo sul progetto, per il quale sarebbe necessario uno studio di fattibilità che ne dimostri l'utilità economica. In ogni caso la realizzazione sarà possibile solo una volta completato l'aggiornamento del sistema di segnaletica sulla linea Metropolitan, che consentirà ai treni della linea Central di condividerne i binari, cosa al momento impossibile.

## Strutture e impianti
West Ruislip ha un allineamento approssimativamente est-ovest, con i principali edifici della stazione costruiti su un passaggio sopraelevato che scavalca i binari all'estremità occidentale della stazione. La stazione ha quattro piattaforme, due ciascuna per i servizi rispettivamente della metropolitana e della National Rail. I binari della metropolitana si trovano a sud di quelli della National Rail e sono accessibili per mezzo di una piattaforma a isola, mentre le piattaforme della National Rail si trovano all'esterno dei binari. Le piattaforme della National Rail sono accessibili anche da un edificio separato che si trova a nord dei binari e accanto al parcheggio.
Il deposito di Ruislip della linea Central si trova a est della stazione di West Ruislip ed è collegato per mezzo di un binario di manovra al binario in direzione ovest della National Rail, per consentire consegne di materiale rotabile ed altro. Il deposito è anche collegato ai binari della diramazione di Uxbridge delle linee Metropolitan e Piccadilly, che passano al di sotto della linea Central a est di West Ruislip. Questo collegamento è usato solo per spostare materiale rotabile vuoto o per consentire l'accesso a veicoli di manutenzione.
All'ingresso principale della stazione sono posizionati dei tornelli che controllano l'accesso alle piattaforme della linea Central dalla strada e dal sovrappassaggio pedonale che collega il parcheggio alla stazione. Le piattaforme della National Rail, servite dalla Chiltern Railways, sono accessibili dal sovrappassaggio senza che siano isolate da tornelli.

## Movimento
West Ruislip è un nodo ferroviario con servizi operati da Chiltern Railways e London Underground (linea Central).
Il servizio feriale in orario di morbida consta di due treni all'ora, gestiti da Chiltern Railways, uno in direzione Londra Marylebone e l'altro in direzione Gerrards Cross.
Un "servizio parlamentare" veniva effettuato una volta al giorno da Londra Paddington a West Ruislip; questo treno ora termina a High Wycombe, passando per West Ruislip senza fermarsi.

## Interscambi
Nelle vicinante della stazione effettuano fermata alcune linee automobilistiche di superficie urbane, gestite da London Buses.
- Fermata autobus

## Curiosità
Il viaggio più lungo che è possibile effettuare sulla rete metropolitana senza cambiare treni è quello fra West Ruislip ed Epping: 54,9 km.